# La Blanchisseuse (Greuze)
Pour les articles homonymes, voir La Blanchisseuse.
La Blanchisseuse est un tableau réalisé par le peintre français Jean-Baptiste Greuze en 1761. Cette huile sur toile est une scène de genre qui représenté une femme lavant du linge dans un intérieur. Exposée au Salon de peinture et de sculpture l'année de sa création, l'œuvre fait partie depuis 1983 des collections du J. Paul Getty Museum de Los Angeles, aux États-Unis.